# Trouble psychotique bref
Pour les articles homonymes, voir BDA.
 (juillet 2012).
« Trouble psychotique bref » (TPB) est un terme figurant dans le DSM-IV désignant une affection psychiatrique de la famille des psychoses. Il est caractérisé par une présence non expliquée d'un trouble de l'humeur, trouble schizophréniforme ou même schizophrénie perceptible par des idées délirantes, hallucinations, discours désorganisé, comportement grossièrement désorganisé ou catatonique. Le terme de bouffée délirante aiguë (BDA) est une terminologie plus ancienne cependant caractérisée par les mêmes symptômes. Il est exigé pour un diagnostic de trouble psychotique bref que les symptômes durent au moins un jour et au plus un mois.
Cette atteinte est nommée « bouffée » car elle dure en général quelques semaines, et reste inférieure à 6 mois.

## Terminologie
Le terme de BDA est souvent employé à tort pour définir une phase aiguë délirante chez un patient schizophrène ou bipolaire, lors de prises de toxiques ou lors de pathologies associées[réf. nécessaire]. En réalité, le pronostic d'une BDA se répartit entre une rémission totale, sans séquelle, et durable, ou une évolution vers un trouble bipolaire ou une schizophrénie. La part relative entre les différentes formes évolutives sont bien décrites et la psychiatrie connaît assez bien les différentes formes de cette maladie. Classiquement, il est considéré qu'un tiers sont des états psychotiques brefs, un tiers évoluent vers une schizophrénie, un tiers vers une maladie bipolaire[réf. nécessaire]. Dans ces deux derniers cas, a posteriori, il est considéré que le diagnostic de BDA correspondait à un premier état psychotique aigu dans le cadre d'un trouble chronique. C'est pour cela que la terminologie d'épisode psychotique bref a été introduite. En effet, celle-ci sépare clairement les épisodes psychotiques aigus ponctuels et ceux inclus dans un trouble chronique, contrairement au concept de BDA, plus ancien.

## Description
Le trouble psychotique bref est un épisode psychotique aigu survenant brutalement chez un sujet sans antécédent de même nature. Il touche généralement un individu assez jeune (âgé de moins de 30 ans). Un tel état psychotique bref survient sans cause évidente. Mais des caractéristiques symptomatiques identiques peuvent survenir aussi dans un contexte de stress psycho-social ou environnemental marqué; ou encore au décours de la prise de toxiques psychodysleptiques (cannabis, alcool, LSD, etc.). L'intensité des symptômes, ainsi que leur apparition plus ou moins brutale et l'absence d'antécédents médicaux fait classiquement évoquer dans la littérature médicale l'image « d'un coup de tonnerre dans un ciel serein ».
Très souvent, des symptômes physiques sont associés : absences de règles, troubles de l'alimentation (anorexie), insomnies…

Les personnes atteintes, même si elles n'ont pas conscience du trouble psychiatrique, sont très angoissées par ce qui leur arrive, et cette angoisse peut également être vécue de façon délirante.
Dans la prédominance catatonique : c'est une complication possible, avec de nombreux symptômes tels que le mutisme, le négativisme, l'anorexie, l'obéissance automatique et la commande involontaire. L'immobilité des patients que confère parfois cet état peut mener à de nombreuses complications (maladie thrombo-embolique veineuse profonde, escarre...) qui s'ajoutent à la dénutrition. La catatonie peut elle-même se compliquer d'une Catatonie Maligne, état fébrile proche du syndrome malin des neuroleptiques et de risque mortel. La prise en charge de la catatonie comporte la mise en place d'un traitement par lorazépam, et en cas d'échec ou de risque vital, une cure de sismothérapie.

## Critères diagnostiques
La question des critères diagnostiques permettant lors d'un premier épisode psychotique aigu d'orienter le diagnostic entre un état psychotique bref et un état psychotique aigu associé à un trouble chronique reste assez claire et bien définie.
Certains critères sont tout de même souvent retrouvés. Un début brutal du délire, un facteur déclenchant précis et souvent associé à un « délire » mystique peuvent être favorablement diagnostiqués à une pathologie. Ces évènements sont vécus par le patient comme un délire. Une sensation de persécution ou d'être possédé peut être perçu et vécu par le patient comme réelle. Pour le diagnostic défavorable à une pathologie : faible, pauvre, début progressif et aucun facteur déclenchant précis.
Enfin, il est important de préciser que le traitement médicamenteux en cas d'épisode psychotique bref unique doit être suffisant, en termes de doses et de durée, pour éviter une rechute précoce. La prescription n'est pas si simple car si l'épisode est unique, une évolution vers une dépression à cause des médicaments peut être perçue[réf. nécessaire].
La Classification Française des Troubles Mentaux définie la bouffée délirante aiguë, diagnostic proche, comme étant : "la survenue brutale, chez un sujet jeune, d'un tableau clinique associant des idées délirantes non structurés, un bouleversement des affects et des troubles graves du comportement nécessitant une prise en charge urgente. La durée de l'accès, par définition résolutif en quelques semaines, constitue un critère essentiel d'inclusion".  Puis définis ensuite plusieurs critères importants et informations diagnostiques complémentaires.

## Traitements
La survenue d'un tel épisode nécessite une hospitalisation d'urgence dans un service de psychiatrie. Celle-ci s'impose afin de démarrer rapidement des soins et dans un souci de protection du patient, qui est alors jugé potentiellement dangereux pour la société et pour lui-même. La guérison s'amorce lorsque le patient reprend progressivement conscience de la nature pathologique de son état. Après cet épisode si un traitement adapté et un suivi ont été mis en place, le patient peut ne jamais rechuter ou présenter un nouvel épisode dans des circonstances similaires. Lorsque le diagnostic d'épisode psychotique bref est confirmé, et à la différence de pathologies chroniques comme la schizophrénie, ces récurrences existent dans la moitié des cas.